# Ютланд
Ютланд , или стара паралелна форма Ютландия  (на датски: Jylland, Юлан, на немски: Jütland, Ютланд) е полуостров в Северна Европа, разделен между Дания (по-голямата част) и Германия. Полуостровът е естествена природна граница между Балтийско и Северно море, които са свързани чрез протока Скагерак, разположен на север от полуострова. На Ютланд е по-голямата част от територията на Дания, както и частта на Шлезвиг от германската провинция Шлезвиг-Холщайн в южните му части.
Площ около 40 000 km². Бреговете към Северно море са плоски, равнинни, с широк пояс от морски коси (вати). По крайбрежието има множество дюни, образуващи понякога пясъчни острови, зад които са разположени плитки лагуни. Източните (балтийски) брегове на Ютланд са силно разчленени от множество заливи. Полуостровът е изграден предимно от варовици и глини, препокрити от ледникови и водно-ледникови наслаги. На запад преобладават зандровите равнини и хълмисти моренни възвишения, а на изток – предимно хълмисто моренен релеф с максимална височина връх Вдинг Сновхой 173 m. Климатът е умерен, морски. Средната температура през януари е около 0 °С, а през юли – 15 °С, годишна сума на валежите 600 – 800 mm. На полуострова е развита гъста речна мрежа от малки, но пълноводни реки (най-голяма Гудено). През „шийката“ на полуострова, на германска територия е прокопан Килския канал. Горите заемат около 9% от територията му и са съставени предимно от бук, дъб и иглолистни. Развива се интензивно селско стопанство, като се отглеждат треви са кърма на животните, зърнени култури, захарно цвекло, картофи. Силно представено е млечното животновъдство, свиневъдство, птицевъдство и Риболова.
Най-северната част на полуострова, Вендсюсел-Тю, се отделя като самостоятелен остров — Северноютландският остров — в резултат на наводнението през 1825 г., но традиционно продължава да се разглежда като част от него.
Ютланд е една от най-гъсто населените части на Дания, а и една от икономически най-добре развитите, с най-голяма финансова и промишлена мощ в датската страна съсредоточена в големите градове Орхус и Олбор, като и „триъгълната зона“ (trekantsområdet) с градовете Фредериция, Хорсенс и Вайле. Скаген е най-северното населено място на полуострова.

## Най-големи градове (Дания)
Най-големите датски градове, намиращи се на полуостров Ютланд, са Орхус, Олбор, Есбьерг, Ранерс, Хорсенс, Колин, Вайле, Хернинг и Сьонербор.

## Най-големи градове (Германия)
Най-големите немски градове, намиращи се на полуострова, са Кил, Фленсбург, Алтона, Любек, и Ноймюнстер.